# بخش اورول، شهرستان اشتابولا، اوهایو
بخش اورول (به انگلیسی: Orwell Township) یک منطقهٔ مسکونی در ایالات متحده آمریکا است که در شهرستان آشتابولا، اوهایو واقع شده‌است.
 بخش اورول ۶۱٫۵ کیلومتر مربع مساحت و ۳٬۱۰۶ نفر جمعیت دارد و ۲۸۴ متر بالاتر از سطح دریا واقع شده‌است.